# 岡本一樹
岡本 一樹（おかもと かずき）は、日本のオセロプレイヤー。日本オセロ連盟認定九段。

## 人物
2025年現在、世界でわずか9人しかいないオセロ九段保持者の1人である。
19歳（当時最年少）で九段を取得したが現在は髙橋晃大が16歳10か月という年齢で更新した。
七段昇段時の年齢：15歳1ヶ月
九段昇段時の年齢：19歳3ヶ月
高梨悠介曰く、現在はオセロを半分引退の状態である、ポーカーにハマっているとのこと。
アプリゲーム「オセロクエスト」でのユーザーネームはnewkというのも判明した。

## 成績
2009年
- 第4期オセロ王座戦　優勝[2]　七段　昇段
- 第33回オセロ世界選手権　個人8位、団体戦優勝[3]

2011年
- 全日本選手権　優勝[4]
- 世界選手権　5位

2012年
- 名人戦優勝[5]　八段昇段
- 世界選手権　準優勝

2013年
- 名人戦　二連覇
- 世界選手権　優勝[6]　九段昇段
- Othello World Cup 準優勝[7]

2014年
- 全日本選手権　優勝
- 世界選手権　4位[8]